# Diaba Lompo
 (mai 2017).
Si vous disposez d'ouvrages ou d'articles de référence ou si vous connaissez des sites web de qualité traitant du thème abordé ici, merci de compléter l'article en donnant les références utiles à sa vérifiabilité et en les liant à la section « Notes et références ».
Diaba Lompo est un souverain du XIIIe siècle, fondateur de la ville de Fada N'Gourma au Burkina Faso. Le nom d'origine que Diaba Lompo avait donné à Fada N'Gourma était Bing. Fada N'Gourma est la ville majeure de l'est Burkinabé. Aujourd'hui, cette ville est surnommée Fada.